# Église paroissiale Sainte-Marguerite de la maison Árpád
L'église paroissiale Sainte-Marguerite de la maison Árpád (Árpád-házi Szent Margit-templom) ou Église de Lehel tér (Lehel téri templom) est une église catholique romaine de Budapest située dans le quartier d'Angyalföld sur Lehel tér, entre les Halles Lehel et le WestEnd City Center. 
L'église est érigée dans les années 1930. 
Son intérieur est achevé dans la décennie suivante. 
Entre 1988 et 1994, l'église est entièrement rénovée. 
Le site est desservi par la station Lehel tér :    14  76.